# Mohamed Kouaci
Mohamed Kouaci, né en 1922 à Blida et mort en 1996 à Alger, est un photographe algérien, combattant de l'ALN durant la guerre d'indépendance de son pays. Il est considéré comme un des pionniers de la photographie en Algérie indépendante et son nom reste lié à la guerre d'indépendance.

## Biographie
Fraiseur sur métaux devenu militant du FLN, il rejoignit ensuite en 1958 les combattants de l'armée des frontières implantée derrière la frontière tunisienne sous le commandement de l'ALN.
Il était le seul photographe du journal El Moudjahid, organe officiel du FLN, qui a joué un rôle considérable dans la reconnaissance internationale de la cause algérienne. Il a réalisé un nombre important de clichés sur les Algériens réfugiés en Tunisie, les camps d'entrainement de l'ALN et des portraits des présidents tunisiens et algériens, Habib Bourguiba, Ahmed Ben Bella, Houari Boumédiène ou de l'écrivain anticolonialiste Frantz Fanon.
Certains de ses clichés sont exposées au musée du Mémorial du martyr à Alger.

## Ouvrage
- Mohammed Kouaci, Algérie d'hier, Algérie de toujours, Alger, Entreprise nationale du livre, 1983